# Nagyveleg
Nagyveleg là một thị trấn thuộc hạt Fejér, Hungary. Thị trấn này có diện tích 13,17 km², dân số năm 2010 là 678 người, mật độ 51 người/km².